# Jægerspris amt
Jægerspris amt (danska: Jægerspris Amt) var ett amt på den nordöstra delen av ön Själland i östra Danmark. Amtet omfattade den norra delen av Horns härad (Dråby och Gerlevs socknar) på halvön Hornsherred. Det saknade städer.

## Administrativ historik
Jægerspris amt bildades när Danmarks län ersattes av amt 1662 och ersatte då, tillsammans med Abrahamstrups amt, det dåvarande slottslänet Abrahamstrups län.
Amtet lades 1681 under Frederiksborgs amt och upphörde i samband med amtsreformen 1793 då det, tillsammans med Hørsholms och Kronborgs amt, blev en del av Frederiksborgs amt. Sedan kommunreformen 2007 tillhör området Region Hovedstaden.